# Årets hedersupplänning
Årets hedersupplänning är en utmärkelse som delas ut årligen till någon som är född i, verksam i eller på annat sätt har nära anknytning till Uppsala län. Priset har utdelats sedan 1991 av landshövdingen för att uppmärksamma den eller de som utfört betydelsefulla insatser inom näringslivet, kulturområdet eller på annat sätt för länets framtid och utveckling.

## Pristagare
- 1991 – Anders Wall, finansman och entreprenör [2]
- 1992 – Hans Alsén, politiker och landshövding [2]
- 1993 – Bertil Werkström, ärkebiskop [2]
- 1994 – Ingegerd Troedsson & Birgitta Dahl, talmän [2][3]
- 1995 – Stig Strömholm, Uppsala universitets rektor [2]
- 1996 – Emil Kamilarov & Dina Schneidermann, violinister [2]
- 1997 – Peter Nilsson, astronom och författare [2]
- 1998 – Torgny Segerstedt, professor och Uppsala universitets rektor [2]
- 1999 – Owe Thörnqvist, sångare, musiker och låtskrivare [2]
- 2000 – Carl-Gustaf von Ehrenheim, godsägare och VD för Grönsöö kulturhistoriska stiftelse [2]
- 2001 – Elsie Johansson, författare [2]
- 2002 – Lasse Åberg, konstnär, filmregissör, musiker och skådespelare [2]
- 2003 – Gunnar Brusewitz, författare, konstnär och tecknare [2]
- 2004 – Hans Dalborg, ekonom och bankman [2]
- 2005 – Eric Ericson, dirigent och körledare [2]
- 2006 – Knut Knutson, antikvitetsexpert och chefsintendent [2]
- 2007 – Mattias Klum, fotograf och författare [2]
- 2008 – Sigrid Kahle, författare [2]
- 2009 – [2]
- 2010 – Peter Englund, historiker, författare och ledamot i Svenska Akademien [2]
- 2011 – Cecilia Rydinger, professor, dirigent och musikchef [2]
- 2012 – Hans Rosling, läkare och professor [2]
- 2013 – Håkan Nesser, författare och högstadielärare [2]
- 2014 – Ulrika Knutson, journalist, författare och programledare [2]
- 2015 – Niklas Zennström, IT-entreprenör som bland annat grundat Skype [2]
- 2016 – Maria Strømme, professor [2]
- 2017 – Pär Svärdson, entreprenör inom e-handel [2]
- 2018 – Mariet Ghadimi, forskare [2]
- 2019 – Göran Ulväng, forskare [2]
- 2020 – Veronica Maggio, sångerska och låtskrivare [2]
- 2021 – Anna-Karin Nytell Oldeberg & Jacke Sjödin, artister [2]
- 2022 – Armand Duplantis, stavhoppare [2]
- 2023 – Ulf Landegren, forskare [4][5]
- 2024 – Bengt Söderhäll & Urban Forsgren, grundare av Stig Dagermansällskapet [6][7]